# Condado de Platte (Missouri)
O Condado de Platte é um dos 114 condados do estado americano de Missouri. A sede do condado é Platte City, e sua maior cidade é Platte City. O condado possui uma área de 1106 km² (dos quais 18 km² estão cobertos por água), uma população de 73 781 habitantes, e uma densidade populacional de 68 hab/km² (segundo o censo nacional de 2000). O condado foi fundado em 1828.